# Polyeucte
Polyeuktos je drama od francouzského spisovatele Pierre Corneille. Člení se do pěti dějství. Dokončena byla v prosinci roku 1642 a uvedena v říjnu 1643. Příběh je založen na životě mučedníka svatého Polyeukta.
Drama se odehrává v Arménii za časů, kdy byli křesťané v Římské říši pronásledováni. Polyeukt – arménský šlechtic – přijal křesťanskou víru. Třebaže si nejprve pro jeho rozhodnutí manželka Paulína a jeho tchán a guvernér Arménie Felix zoufali, jeho mučednická smrt je oba ke křesťanské víře dovedla také.
Drama obsahuje též vedlejší příběh: Paulínu miluje Severus, Říman a oblíbenec vládce Decia, a věří, že Polyeuktovo obrácení k víře mu umožní Paulínu získat. Ta se však rozhodne zůstat při svém muži. Severovi Paulínu před svou smrtí svěří sám Polyeukt.
Polyeucte je jedno z posledních dramat 17. století, věnujících se otázce víry. Corneille napsal také Théodore (1646), Jean Racine napsal Esther (1689) a Athalie (1691), avšak ty nebyly zamýšleny pro veřejná představení. V pozdějších hrách se již náboženská a světská témata tak nemísí.
Jako operu dílo adaptoval roku 1878 Charles Gounod s pomocí libretisty Julese Barbiera. Dalšími díly založenými na hře jsou: balet od Marca-Antoina Charpentiera (1679), opera Poliuto (1838) od Donizettiho, adaptovaná pak jako Les martyrs, a The Polyeucte Overture od Paula Dukase (1892).
Do češtiny přeložil Otokar Fischer.
V tomto článku byl použit překlad textu z článku Polyeucte na anglické Wikipedii.